# Kewpie Chasma
Kewpie Chasma este o chasma pe suprafața lui Ariel. 